# صفية السهيل
صفية طالب علي السهيل سياسية عراقية وابنة المعارض العراقي طالب السهيل شيخ عشائر بني تميم، الذي اغتالته المخابرات العراقية بإيعاز من صدام حسين في بيروت[بحاجة لمصدر]. عضوة سابقة في البرلمان العراقي عن محافظة بغداد ضمن القائمة الوطنية العراقية. متزوجة من وزير حقوق الإنسان العراقي السابق بختيار محمد أمين. انتخبت مرة أخرى في الدورة البرلمانيه الثانية 2010 ضمن قائمة دولة القانون بقيادة رئيس الوزراء نوري المالكي، بعد أن حصلت على أصوات كافية ضمن مدينة بغداد.
وللنائبة العديد من الانجازات في مجال حقوق المرأة واشراك المرأة العراقية في العملية السياسية. عُيّنت وكيلة وزارة الخارجية.

## حياتها الدبلوماسية
في 28 كانون الثاني/يناير 2017، سلّمت صفية السهيل سفيرة العراق لدى الأردن أوراق اعتمادها إلى الرئيس الفلسطيني محمود عباس سفيرةً غير مقيمة للعراق لدى دولة فلسطين. واستمرت حتى أكتوبر 2019.
في 4 أيار/مايو 2023، أصبحت سفيرة العراق في السعودية.

## أوسمة
منحها الرئيس الفلسطيني محود عباس وسام القدس من درجة نجمة القدس لمناسبة انتهاء مهامها لدى دولة فلسطين في 20 تشرين الأول/أكتوبر 2019 في العاصمة الأردنية عمان.